# Polimorfismos en la longitud de fragmentos amplificados

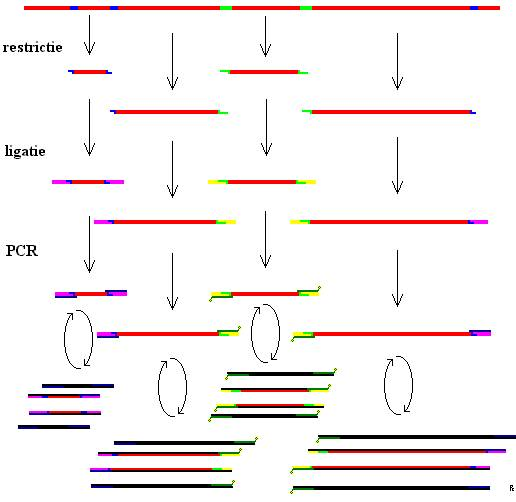
El ADN se corta en pedazos mediante enzimas de restricción, después de lo cual se unen adaptadores complementarios, que son reconocidos por cebadores. Después de la multiplicación por PCR, se produce la separación y la detección en un dispositivo de electroforesis capilar. Casero

Los polimorfismos en la longitud de fragmentos amplificados, más conocidos por su acrónimo inglés AFLP ("Amplified fragment length polymorphism"), son un tipo de marcador molecular que está basado en la restricción del ADN genómico mediante enzimas de restricción y en la subsecuente amplificación de algunos de esos fragmentos mediante la reacción en cadena de la polimerasa. Son una herramienta poderosa de análisis del genoma dado que poseen un alto poder de detección de la variabilidad genética. El ensayo de AFLP combina la especificidad, resolución y poder de muestreo de la digestión con enzimas de restricción con la velocidad y practicidad de la detección de polimorfismos mediante PCR, sin necesidad de disponer de información previa del genoma a estudiar, lo cual supone una ventaja considerable pues otras técnicas para detección de variabilidad genética necesitan una etapa previa en la cual se secuencia el DNA genomico.
La técnica de AFLP es propiedad de la empresa de biotecnología holandesa KeyGene.

## Descripción
El ensayo de AFLP consiste esencialmente en cuatro etapas. En la primera de ellas el ADN genómico se corta o digiere con dos enzimas de restricción. Generalmente una de ellas es de corte raro (ej. EcoRI), que reconoce de 6 a 8 pares de bases y otra es de corte frecuente (ej. MseI) que reconoce 4 pares de bases. En una segunda etapa, los fragmentos de ADN doble cadena de 20 a 30 pares de bases llamados adaptadores se ligan en forma específica a los extremos de los fragmentos obtenidos en el paso anterior, generando así el molde para la amplificación posterior del ADN. En una tercera etapa se amplifican selectivamente fragmentos por PCR. En esta etapa, se utilizan iniciadores de aproximadamente 20 nucleótidos que contienen una secuencia específica complementaria a la secuencia de los adaptadores y además, de uno a tres nucleótidos selectivos adicionales de secuencia arbitraria en su extremo 3´. Dado que sólo una subpoblación de los fragmentos originales es amplificada, se obtiene un patrón de bandas que permite un registro adecuado. La amplificación descripta en la tercera etapa se realiza en dos pasos: una primera amplificación selectiva empleando un nucleótido arbitrario (amplificación +1 o preamplificación) y luego, este producto de amplificación obtenido es empleado como molde en una nueva amplificación empleando iniciadores que poseen dos nucleótidos selectivos adicionales al anterior (amplificación +3 o amplificación final). La cuarta y última etapa del ensayo AFLP involucra el análisis de los fragmentos amplificados, la cual se realiza mediante electroforesis en geles de poliacrilamida desnaturalizantes. Si uno de los iniciadores empleados está marcado radiactivamente, se visualizará mediante autorradiografía, si uno de los iniciadores está marcado con un compuesto fluorescente, puede ser resuelto empleando un secuenciador automático. Alternativamente, se puede visualizar mediante tinción con nitrato de plata. Se trata por tanto de una técnica muy  reproducible al usar enzimas de restricción.Otra de las ventajas que ofrece esta técnica es el alto nivel de polimorfismo que presenta ya que  por lo general se obtienen una gran cantidad de bandas

## Base genética
La base genética del polimorfismo que se observa en los ensayos AFLP, o sea, la ausencia o presencia de fragmentos amplificados de un dado tamaño, está determinada por mutaciones puntuales, inversiones, inserciones y deleciones que llevan a la pérdida o ganancia de un sitio de restricción o la alteración de la secuencia reconocida o amplificada por los iniciadores. Al igual que en los RAPDs, no es posible distinguir individuos heterocigotas por lo que se trata de un marcador dominante.
Una banda AFLP se suele interpretar como un locus, definido por las dos enzimas de restricción, una combinación de cebadores o inciadores que incluyen las bases selectivas (Ej. EcoRI-ATC/MseI-AAG) y un peso molecular.

## Implementación, ventajas y desventajas
La implementación del ensayo AFLP en un laboratorio requiere de una infraestructura considerable ya que es relativamente laborioso para su obtención y su costo es medio a alto. Estos marcadores
presentan un alto poder de detección de la variabilidad genética, ya que se explora simultáneamente el polimorfismo de ausencia/presencia de sitios de restricción (como lo hacen los RFLP) y la ocurrencia o no de amplificación a partir de secuencias arbitrarias (como lo hacen los RAPDs). 
Es un marcador mucho más robusto que los RAPDs, ya que en la amplificación se utilizan
oligonucleótidos de cadena más larga, lo que aumenta significativamente la especificidad de la reacción sin perder las ventajas de la amplificación de secuencias al azar: de hecho, la implementación del ensayo AFLP no requiere información previa de la secuencia del genoma que se desea analizar. Asimismo, se pueden emplear distintas enzimas de restricción e iniciadores selectivos, lo que genera una ilimitada posibilidad de hallar polimorfismos. Otra ventaja de los AFLPs es el número de fragmentos (o marcadores) obtenidos por reacción y resueltos por electroforesis (oscila entre 30 - 50 contra los 4 – 10 de RAPDs).